# Teseney
Teseney je gradić u zapadnoj Eritreji, oko 45 kilometara od sudanske granice i oko 115 kilometara od Barentua. Nalazi se u regiji Gash-Barka, na rijeci Gash.

## Gospodarstvo
U Teseneyu živi oko 4.000 stanovnika (s okolicom 65.000), koji se uglavnom bave trgovinom sa susjednim Sudanom. U okolici grada uzgajaju se: pamuk, sezam i sirak. Teseney je važno polazište za autobusna putovanja u zemlji i inozemstvu.

## Povijest
Tijekom Drugog svjetskog rata postojala je pruga Malawiya-Tesenay, prekogranična veza u Sudanu, koju je izgradila britanska vojska, ali je ukinuta nakon poraza od talijanske vojske.
U Eritrejskom ratu za nezavisnost, Teseney je stradao i oslobođen je 1988. Izvan grada nalazi se spomenik Idirsu Awateu, koji je ispalio prvi metak u rujnu 1961. i na taj način pokrenuo rat za nezavisnost. Godine 2001., Teseney je gotovo potpuno uništen tijekom rata na granici s Etiopijom.